# Symbol funkcyjny
Symbol funkcyjny – symbol używany w logice matematycznej i pokrewnych dziedzinach matematyki (np. algebrze abstrakcyjnej). Symbole funkcyjne są elementami alfabetów języków pierwszego rzędu (a także innych logik) i charakteryzują się tym, że zastosowane do obiektów zwanych termami produkują nowe termy.
W potocznym języku matematyki, symbole funkcyjne w wyrażeniach matematycznych oznaczają funkcje, np.: w wyrażeniu {\displaystyle f(x)} symbolem funkcyjnym jest {\displaystyle f,} w {\displaystyle x+y} jest nim +, w {\displaystyle f(x)+y-g(z)} są nimi {\displaystyle f,g,+} oraz {\displaystyle -.}

## Symbole funkcyjne i termy w logikach pierwszego rzędu
Wprowadzając język pierwszego rzędu najpierw określamy jego alfabet {\displaystyle \tau ,} czyli zbiór symboli funkcyjnych, symboli relacyjnych i stałych. Każdy z tych symboli ma jednoznacznie określony charakter (tzn. wiadomo czy jest to stała, czy symbol funkcyjny, czy też predykat) i każdy z symboli funkcyjnych i predykatów ma określoną arność (która jest dodatnią liczbą całkowitą). Ustalmy też nieskończoną listę zmiennych (zwykle {\displaystyle x_{0},x_{1},\dots }).
Definiujemy termy języka {\displaystyle {\mathcal {L}}(\tau )} przez indukcję po ich złożoności w następujący sposób:
- wszystkie stałe i zmienne są termami,
- jeśli {\displaystyle t_{1},\dots ,t_{n}} są termami, i {\displaystyle f\in \tau } jest {\displaystyle n}-arnym symbolem funkcyjnym, to {\displaystyle f(t_{1},\dots ,t_{n})} jest termem.

### Różne ujęcia i oznaczenia
- W niektórych ujęciach rachunku kwantyfikatorów, stałe języka są traktowane jako 0-argumentowe symbole funkcyjne. Wówczas alfabet języka składa się jedynie z symboli funkcyjnych i symboli relacyjnych, ale arność tych pierwszych może wynosić zero.
- W teorii modeli czasami jest wygodniej zakładać, że alfabet rozważanego języka nie zawiera żadnych symboli funkcyjnych. Nie wprowadza to żadnego istotnego ograniczenia, bowiem każdy {\displaystyle n}-arny symbol funkcyjny {\displaystyle f} może być zastąpiony przez {\displaystyle n+1}-argumentową relację {\displaystyle R,} tak że intuicyjny związek między nimi jest wyrażony przez

{\displaystyle f(x_{1},\dots ,x_{n})=x_{n+1}} wtedy i tylko wtedy, gdy {\displaystyle R(x_{1},\dots ,x_{n},x_{n+1}).}
(Wymaga to dodania do rozważanych teorii zdania wyrażającego własność predykatu {\displaystyle R,} że „pochodzi” on od pewnej funkcji.)
- W algebrze, dwuczłonowe symbole funkcyjne są zapisywane pomiędzy termami. Tradycyjnie piszemy więc {\displaystyle x_{1}+x_{2}} (a nie {\displaystyle +(x_{1},x_{2})}) itd.

### Przykłady
- Język teorii grup to {\displaystyle {\mathcal {L}}(\{*\}),} gdzie {\displaystyle *} jest binarnym symbolem funkcyjnym. Przykładowe termy w tym języku to:

{\displaystyle (x_{1}*x_{2})*(x_{1}*x_{3})}
{\displaystyle x_{1}*(x_{1}*(x_{1}*x_{1}))}
- Język ciał uporządkowanych to {\displaystyle {\mathcal {L}}(\{+,\cdot ,0,1,\leqslant \})} gdzie {\displaystyle +,\cdot } są binarnymi symbolami funkcyjnymi, a {\displaystyle \leqslant } jest binarnym symbolem relacyjnym. Przykładowe termy w tym języku to:

{\displaystyle (x_{1}+x_{2})+(x_{1}\cdot x_{3})}
{\displaystyle x_{1}+(x_{1}\cdot (x_{1}+x_{1}))}
{\displaystyle 0+(1+(0+(1+0)))}

## Interpretacje termów w modelu
Niech {\displaystyle \tau } będzie alfabetem jakiegoś języka pierwszego rzędu i niech {\displaystyle S_{\tau }} będzie zbiorem stałych tego alfabetu, {\displaystyle F_{\tau }} będzie zbiorem symboli funkcyjnych, a {\displaystyle R_{\tau }} będzie zbiorem symboli relacyjnych. Modelem języka {\displaystyle {\mathcal {L}}(\tau )} nazywamy układ
{\displaystyle {\mathcal {M}}=(M;R^{\mathcal {M}},\dots ,f^{\mathcal {M}},\dots ,c^{\mathcal {M}},\dots )_{R\in R_{\tau },f\in F_{\tau },c\in S_{\tau }}}
gdzie:
- {\displaystyle M} jest niepustym zbiorem zwanym dziedziną lub uniwersum modelu {\displaystyle {\mathcal {M}}} (często uniwersum modelu {\displaystyle {\mathcal {M}}} oznacza się przez {\displaystyle |{\mathcal {M}}|}),
- dla {\displaystyle n}-arnego symbolu relacyjnego {\displaystyle R\in R_{\tau },} {\displaystyle R^{\mathcal {M}}} jest {\displaystyle n}-argumentową relacją na zbiorze {\displaystyle M,} tzn. {\displaystyle R^{\mathcal {M}}\subseteq M^{n},}
- dla {\displaystyle n}-arnego symbolu funkcyjnego {\displaystyle f\in F_{\tau },} {\displaystyle f^{\mathcal {M}}} jest {\displaystyle n}-argumentowym działaniem na zbiorze {\displaystyle M,} tzn. {\displaystyle f^{\mathcal {M}}:M^{n}\longrightarrow M,}
- dla stałej {\displaystyle c\in S_{\tau },} {\displaystyle c^{\mathcal {M}}} jest elementem zbioru {\displaystyle M.}

Tak więc w modelach danego języka symbole funkcyjne są interpretowane jako funkcje. Przez indukcję po złożoności termów definiujemy też interpretację termu w modelu {\displaystyle {\mathcal {M}}}. Dla termu {\displaystyle t} o zmiennych wolnych zawartych wśród {\displaystyle x_{1},\dots ,x_{n}} i dla elementów {\displaystyle m_{1},\dots ,m_{n}\in M} definiujemy {\displaystyle t^{\mathcal {M}}[m_{1},\dots ,m_{n}]\in M} następująco:
- Jeśli {\displaystyle t} jest stałą {\displaystyle c} alfabetu {\displaystyle \tau ,} to {\displaystyle t^{\mathcal {M}}[m_{1},\dots ,m_{n}]=c^{\mathcal {M}}.}
- Jeśli {\displaystyle t} jest zmienną {\displaystyle x_{i},} to {\displaystyle t^{\mathcal {M}}[m_{1},\dots ,m_{n}]=m_{i}.}
- Jeśli {\displaystyle t_{1},\dots ,t_{k}} są termami i {\displaystyle f\in F_{\tau }} jest {\displaystyle k}-arnym symbolem funkcyjnym, to {\displaystyle t^{\mathcal {M}}[m_{1},\dots ,m_{n}]=f^{\mathcal {M}}(t_{1}^{\mathcal {M}}[m_{1},\dots ,m_{n}],\dots ,t_{k}^{\mathcal {M}}[m_{1},\dots ,m_{n}]).}